# Cephalochrysa flavomarginata
Cephalochrysa flavomarginata är en tvåvingeart som beskrevs av Speiser 1920. Cephalochrysa flavomarginata ingår i släktet Cephalochrysa och familjen vapenflugor. Inga underarter finns listade i Catalogue of Life.